# 1931 في إسبانيا
فيما يلي قوائم الأحداث التي وقعت خلال عام 1931 في إسبانيا.

## أحداث سياسية

### فبراير
- 18 فبراير – انتهاء دكتاتورية داماسو برينجور.
- 18 فبراير - 14 أبريل: حكومة خوان باتيستا أثنار.

### أبريل
- 14 أبريل – انتهاء حقبة الملكية بخروج الملك ألفونسو الثالث عشر من الحكم إلى المنفى.
- 14 أبريل - أعلن فرانسيسك ماسيا عن الدولة الكاتالونية. ولكنه تراجع بعد أيام.[1]
- 14 أبريل – 9 سبتمبر الحكومة المؤقتة للجمهورية الإسبانية الثانية.[1]
- 14 أبريل – 14 أكتوبر: أصبح نيسيتو ألكالا زامورا رئيس الحكومة المؤقتة.
- أبريل - تراجع سعر البيزيتا بنسبة 20 ٪ خلال الشهر الأول للجمهورية.[1]
- أبريل - وقف قرض هولندي بقيمة ستين مليون دولار كان قد مُنح لآخر حكومة من النظام الملكي.
- أبريل - إغلاق اتفاق شراء البنزين من الاتحاد السوفيتي بسعر أرخص من تلك التي قدمتها شركات بريطانية وأمريكية.[1]

### مايو
- 6 مايو - لم يعد التعليم الديني في المدارس العامة إلزاميًا، بل أصبح تطوعيًا.[1]
- 10 - 13 مايو - أحداث حرق أديرة في إسبانيا.
- 12 مايو - نجاح جهود وزير المالية إنداليسيو برييتو في إعادة تنشيط القرض الهولندي، فأودع في بنك فرنسي.[1]
- 25 مايو - بدأت عملية اصلاح الجيش: قلصت أعداد الفرق من 16 إلى 8؛ وكذلك قلصت أعداد القباطنة العامون، وأعداد الضباط من 26000 إلى 8300.[2]

### يونيو
- 3 يونيو - احتجاج الأساقفة الإسبان بسبب مطالبة رئيس الحكومة بفصل الكنيسة عن الدولة.[1]
- 28 يونيو – الانتخابات الإسبانية العامة 1931.

### يوليو
- 14 يوليو - اغلاق الأكاديمية العسكرية العامة في سرقسطة، مما أطلق موجة غضب من الضباط المناهضين للجمهورية.[3]

### أغسطس
- 3 أغسطس - وافق استفتاء كتالونيا على مشروع النظام الأساسي لكاتالونيا [الإنجليزية]، ولكن رفضه الكورتيس.

### سبتمبر
- 22 سبتمبر - رفض الكورتيس التأسيسي مشروع النظام الأساسي للباسك المدعوم من الكارليين والقومين الباسك بسبب تجاوزه الحدود الدستورية.[2]

### أكتوبر
- 14 أكتوبر – خلف مانويل أثانيا زامورا في رئاسة الحكومة المؤقتة.
- 21 أكتوبر - موافقة الكورتيس التأسيسي لقانون الدفاع الجمهوري الذي منح الحكومة المؤقتة أداة استثناء خارج المحاكم للعمل ضد أولئك الذين يرتكبون أعمال عدوانية ضد الجمهورية.[4]
- أكتوبر - أسست جمعيات الهجوم الوطني النقابي (JONS) وهي منظمة فاشية. على الرغم من أنها مجموعة سياسية هامشية، إلا أنها كانت تتلقى تبرعات من حين لآخر من خوان مارش وأنطونيو غويكوتشيا وبعض مصرفيي الباسك.[5]

### ديسمبر
- 9 ديسمبر - أصدر البرلمان التأسيسي دستور إسبانيا 1931.
- 31 ديسمبر - اندلاع أحداث كاستيلبلانكو في مقاطعة بطليوس.

## مواليد

### يناير
- 5 يناير – خوان غويتيسولو كاتب إسباني.

### مايو
- 30 مايو – أنطونيو غامونيدا شاعر إسباني.

### سبتمبر
- 1 سبتمبر – ارتورو بومار لاعب شطرنج إسباني.
- 7 سبتمبر – خوسيه لويس نونيز لاعب كرة قدم إسباني.

### أكتوبر
- 29 أكتوبر – أليكس سولير رويج

### نوفمبر
- 16 نوفمبر – بيبين لاعب كرة قدم إسباني.
- 17 نوفمبر – اميليو غارسيا

### ديسمبر
- 19 ديسمبر – خوسيه فيسنتي ترين لاعب كرة قدم إسباني.

## وفيات

### أبريل
- 22 أبريل – إيزابيل دي بوربون، أميرة أستورياس (مواليد 1851)